# Кріпенька
Кріпенька — річка в Україні, ліва притока річки Міус. Басейн Азовського моря. Довжина 38 км. Площа водозбірного басейну 224 км². Похил 6,7 м/км. Долина V-подібна, завширшки до 1,5 км. Річище слабкозвивисте. Використовується на зрошення, рибництво.
Бере початок біля с. Христофорівка на території Антрацитівської міськради. Тече територією Антрацитівського Луганської області та Шахтарського районів Донецької області. Влітку на окремих ділянках пересихає. Стік частково зарегульований ставками та водосховищем.
У басейні річки розташований ландшафтний заказник місцевого значення Боково-Платове і гідрологічна пам'ятка природи місцевого значення Чеховська криниця.